# 2002년 동계 올림픽 아이스하키
2002년 동계 올림픽 아이스하키는 2002년 동계 올림픽의 정식 종목으로 진행된 올림픽 아이스하키 종목이다. 2002년 2월 9일부터 2월 24일까지 미국 유타주 솔트레이크시티 주변 지역에서 열렸다.

## 메달 집계

### 국가별 최종 순위
| 순위 | 국가   | 금메달 | 은메달 | 동메달 | 합계 |
| ---- | ------ | ------ | ------ | ------ | ---- |
| 1    | 캐나다 | 2      | 0      | 0      | 2    |
| 2    | 미국   | 0      | 2      | 0      | 2    |
| 3    | 러시아 | 0      | 0      | 1      | 1    |
| 3    | 스웨덴 | 0      | 0      | 1      | 1    |
| 합계 | 합계   | 2      | 2      | 2      | 6    |

### 메달리스트
| 종목        | 금           | 은         | 동           |
| ----------- | ------------ | ---------- | ------------ |
| 남자 자세히 | 캐나다 (CAN) | 미국 (USA) | 러시아 (RUS) |
| 여자 자세히 | 캐나다 (CAN) | 미국 (USA) | 스웨덴 (SWE) |